# Sky Spin
Sky Spin im Skyline Park (Rammingen, Bayern, Deutschland) ist eine Stahlachterbahn vom Modell SC2000 des Herstellers Maurer AG. Sie wurde am 6. Juli 2013 auf einer Grundfläche von 1035 m² (45 m × 23 m) eröffnet.
Auf einer maximalen Höhe von 15,5 m wird auf den 430 m Streckenlänge eine Maximalgeschwindigkeit von 60 km/h erreicht.

## Wagen
Sky Spin besitzt acht Wagen mit Platz für jeweils vier Personen (zwei Reihen à zwei Personen).

## Geschichte
Ursprünglich wurde sie 1999 erbaut und fuhr unter den Schaustellern Bruch und Kaiser als Cyberspace auf den deutschen Volksfesten. 2003 eröffnete sie unter dem Namen „Whirlwind“ im englischen Camelot Theme Park und fuhr dort bis 2012.